# 笛

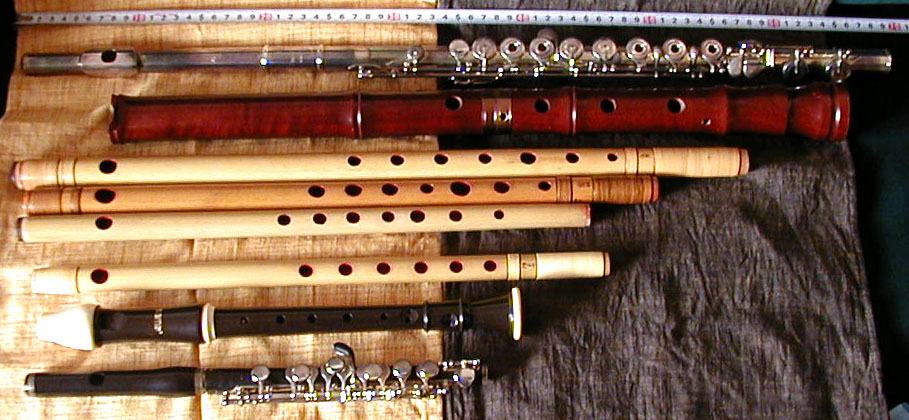
世界各地的笛

笛是一種管樂器，是屬於无簧片的木管樂器，由通過樂器開口的空氣來發聲。依照霍恩博斯特爾-薩克斯分類法，笛屬於边棱音气鸣乐器（edge-blown aerophones）
常見的笛為直身長管，除了吹奏用的吹口外，還有幾個調整音高的開口，各開口的打開或閉合會產生不同的音高。各地方有不同的笛，有些笛（如直笛）是豎笛，吹口在笛的末端，吹奏時笛和嘴唇垂直。有些笛（如長笛）是橫笛，吹口在笛的側面，吹奏時笛和嘴唇平行。
笛是除了人聲之外最古老的樂器，在考古研究中，發現最早的笛是43,000年前在斯洛維尼亞發現，用幼年洞熊的股骨鋸去兩端關節鑽孔而成的迪維雅巴布笛，但此發現仍然有爭議。在德國施瓦本阿尔比發現許多舊石器時代笛，距今約43000年至35000年前，由這些笛子可以看出當時歐洲的人類已有演奏樂器的傳統。而中國也有發現距今約9000年至7700年的賈湖骨笛。

## 聲學原理
笛的發音方式是利用氣流直接通過笛的開口，空氣在開口處振動而產生聲音。
通過開口的空氣依伯努利定律而出現了虹吸現象，因此振動了笛內的空氣。演奏者利用關閉特定位置的開口來改變笛內共振管的長度及共振頻率，因而調整笛的音高。演奏者也可以在不調整開口的情形下，藉由調整吹氣的氣壓，使得笛的共振由基頻移至某個諧波，因此也可以調整音高。
笛頭的幾何形狀對笛的聲音表現格外的重要，至於哪一種形狀最好，各樂器製造商還沒有共識。吹孔的聲阻抗是笛最關鍵的參數。主要影響因素有：高頂長度（chimney length，唇板和頭管之間的空間）、高頂直徑、高頂末端的半徑、曲率，或是樂器中特意限制空氣流動的孔道（例如日本的能管）。

## 分類

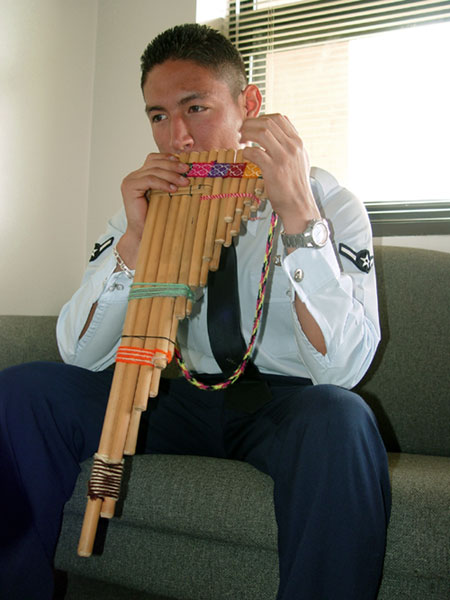
西庫是一種秘鲁傳統的排簫

最簡單的笛是一個有開口的管子，笛可以分為許多種。大多數笛在演奏時，演奏者會用四分之一的下嘴唇覆蓋管樂器的吹口。不過像哨子、直笛、锡哨、托奈特、陶笛等笛類樂器，有一個引導空氣的管道，稱為哨口，這些的笛稱為「哨笛」。哨口的設計使得這類樂器較沒有哨口的笛簡單，容易演奏。
另一種分類方式可以將笛分為横笛（也稱為侧吹笛）及端吹笛二種，前者在演奏時，演奏者是用笛側面的吹口來發聲，包括長笛、短笛、笛子及印度竹笛都屬於這一類。前者在演奏時，演奏者是用笛端面的吹口來發聲，包括箫、尺八等。端吹笛和哨笛不同，二者都是垂直吹奏，但後者內部有通道可以引導氣流通過笛的內部。
有些笛在一端有開口，有些則是二端都有開口，像陶笛、埙及哨子的二端都是封閉的。其中一端或二端開口的笛（像長笛及直笛）有比較多的泛音，演奏者發揮的空間較大，而且音色較亮。管風琴的管的二端可以開口或是封閉，依需要的聲音來決定。
一個笛可以有多個笛管，不過最常見的還是只有一個。有多個共鳴腔的笛可以一次用一個共鳴腔發音（如排簫），也可以一次發出多個聲音（如double flutes）。
笛可以有許多不同的的空氣來源，最常見的是用嘴來吹奏，但也有用鼻子吹奏的鼻笛及鼻笛-口腔驅動型，管風琴的风管則是以风箱為其空氣來源。

### 長笛

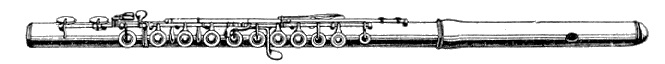
長笛的圖

長笛源自十九世紀的德國笛，是尾端封閉的橫笛，早期的長笛是烏木或椰木製，現代多使用金屬的材質。長笛在上方有一吹口，供演奏者吹奏之用。
長笛的音孔大小、位置及其按鍵結構是由德國的長笛演奏家特奧巴爾德·彪姆在1832年至1847年發展而成，因此提昇了樂器的音域及音準。長笛的按鍵結構稱為彪姆系統，是一種多鍵聯動的設計，按下一個音鍵，與之關聯的另一鍵也會自動按下，這樣使一個手指就能按下兩個音孔。
長笛的音域在中央C至第三個高音C，三個八度的範圍內。短笛是長笛家族的一種變種樂器，長度為普通長笛的一半。音域則比長笛高1個八度。長笛及短笛是管樂中少見，音域可超過一個八度的管樂器。中音長笛及低音長笛的音域較長笛要低。

### 直笛

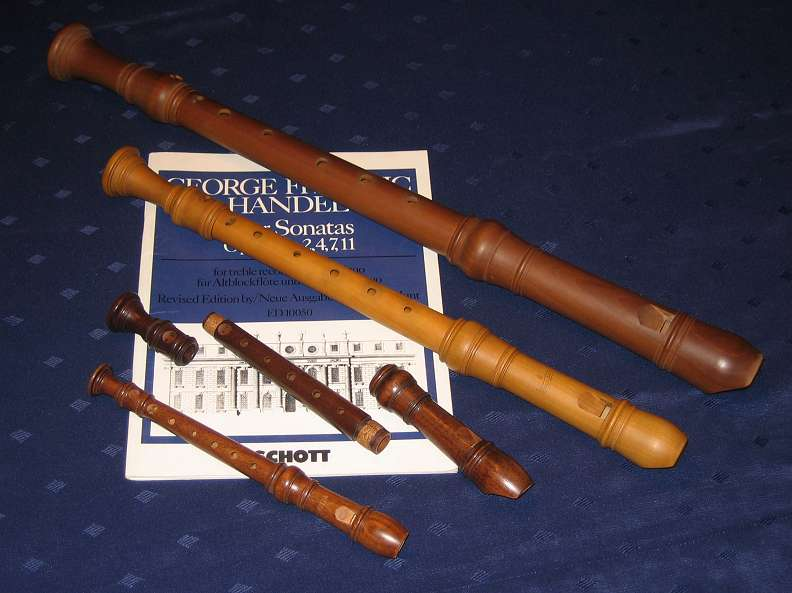
不同製式的直笛

直笛是垂直吹奏的木管樂器，笛端有1個吹孔，吹孔以下有尖板開口，笛身有8至10個音孔，其中2個為半音孔，由口吹氣至吹口的窄管，窄管的氣撞到尖板，令空氣震盪。直笛音色優美圓潤，是巴洛克時代的標準獨奏樂器。現在簡易的直笛也有塑膠製的，常用於中小學音樂教學。
标准直笛有8个音孔，通过按孔的不同组合可以得到2个至2个半八度以内的所有半音。现在的直笛是十二平均律乐器，可以吹奏包括大調、小調的24个调。因为音孔較少，在吹奏远关系调时，指法极为复杂。

### 中國笛

中國笛

笛子是中國傳統樂器之一，孔數從有六孔至十一孔不等，笛子多為竹製，也有以木、玉等材料製笛，吹奏方式類似長笛，是水平吹奏。笛子的特色是在其中一孔上有笛膜，會隨空氣而振動，產生較明亮的聲音。
除了笛子外，傳統樂器中的笛還有曲笛、新笛、梆笛、大笛、口笛等。國樂中垂直吹奏的稱為簫，在國樂中和笛子是不同的分類。而埙也是一種中國古代的吹奏樂器，類似陶笛。

### 韓國笛
大笒（대금）、中笒（중금）及小笒（소금）是竹製長笛器樂，三者合稱「三竹」，是在朝鮮半島新羅時期的傳統樂器。

### 日本笛
日本的笛稱為笛（ふえ），其中包括許多種類的樂器，例如篳篥、高麗笛、法竹、篠笛、龍笛、能管、一節切等，有些是二端封閉的笛，也有些是端奏笛。二端封閉的笛在吹奏時會握住一側，吹奏者將嘴靠近用側邊的孔吹奏。端奏笛則是垂直擺放，將嘴靠近一端的孔吹奏。

### Sring笛
sring笛是比較小的端奏笛，音色類似鼻音，亞美尼亞的高加索地區人們會使用sring笛。sring笛是由木頭或甘蔗製成，有七個指孔，一個拇指孔，產生全音階。有亞美尼亞的音樂研究者認為sring笛是最具特色的亞美尼亞樂器。

## 呼吸方式
音樂家在吹奏笛時，有幾種不同的呼吸方式。主要的兩種呼吸方式是橫隔膜呼吸法及循環換氣。橫隔膜呼吸法讓音樂家在吸氣時可以吸到最大量的氣，減少吹奏時需要呼吸的次數。循環換氣則是讓音樂家可以同時以鼻吸氣及口吐氣，讓樂曲不會中斷。許多地區的傳統笛類樂器在吹奏就會用到循環換氣的技巧。

## 延伸阅读
[在维基数据编辑]
 《欽定古今圖書集成·經濟彙編·樂律典·笛部》，出自陈梦雷《古今圖書集成》